# Бланка Бургундская
Бла́нка (Бланш) Бургундская (фр. Blanche de Bourgogne; 1296 — апрель 1326) — королева Франции (1322 год, номинально), дочь пфальцграфа Бургундии Оттона IV и графини Матильды д’Артуа.

## Биография
В 1307 году Бланка была выдана замуж за Карла, графа де ла Марша, будущего короля Карла IV Красивого. По сообщениям хронистов того времени, Карл безумно любил Бланку, поэтому для него стало настоящим ударом узнать о её измене. В 1314 году было раскрыто дело о супружеской измене жён двух сыновей короля Филиппа IV Красивого — будущих королей Людовика, короля Наваррского и Карла, графа де ла Марша. Целомудренный Филипп IV пришёл в ярость, узнав от своей дочери королевы Англии Изабеллы об измене своих невесток. Он предал историю огласке и подверг Бланку и Маргариту Бургундскую (жену Людовика) публичному суду. Их приговорили к пожизненному тюремному заключению и обязали присутствовать при казни своих предполагаемых любовников — конюших Филиппа и Готье д’Онэ. Карл IV всю жизнь был слабохарактерным и весьма ограниченным человеком, однако попытался вступиться за свою жену, но все пэры Франции выступили против него, несмотря на то, что первой в совете пэров была графиня Матильда Артуа, мать Бланки — Карл был лишь младшим сыном короля Филиппа IV и никакой политической заинтересованности в браке с ним её дочери у графини Матильды не было. Скандал с изменой Бланки и Маргариты волею судеб впоследствии привёл к драматическим последствиям для Франции.
Маргарита и Бланка Бургундские были заключены в замок Шато-Гайар. В 1315 году на глазах Бланки убили её сокамерницу Маргариту Бургундскую, после чего у неё помутился рассудок. По сообщениям хрониста Гийома де Нанжи, Бланка забеременела в заключении. Бланка формально пробыла несколько месяцев королевой Франции, пока 19 мая 1322 года папа Иоанн XXII не дал разрешение на развод, так как новому королю необходимо было вступить в новый брак, чтобы обеспечить себя наследниками. Брак был аннулирован на том основании, что Матильда Артуа была крёстной Карла (следовательно, супруги находились не только в кровном, но и в духовном родстве); о супружеской измене упоминаний не было. В 1325 году Бланка Бургундская была переведена из Шато-Гайара в замок Горей близ Кутанса. Через год по просьбе матери Бланка была переведена из тюрьмы в монастырь Мобюиссон, где приняла постриг. Бланка прожила в монастыре всего несколько месяцев, она умерла в апреле 1326 года там же в возрасте тридцати лет, так как её здоровье было подорвано тюремным заключением. Узнав о её смерти, Карл IV едва не наложил на себя руки. Графиня Матильда также простила свою умирающую дочь и распорядилась в завещании, чтобы её похоронили рядом с Бланкой в аббатстве Мобюиссон у Понтуаза.

## Брак и дети
Муж: с апреля 1308 года (аннулирован 7 сентября 1322 года) Карл IV Красивый (18 июня 1294 — 1 февраля 1328), граф де Ла Марш с 1314 года, король Франции и Наварры с 1322 года.
Дети:
- Филипп (до 5 января 1314 — до 24 марта 1322)
- Жанна (1315 — 17 мая 1321)

## Бланка в искусстве
Бланка Бургундская является одной из героинь цикла исторических романов «Проклятые короли» французского писателя Мориса Дрюона и драмы «Нельская башня» Александра Дюма.
В сериале «Проклятые короли» 1972 года роль Бланки исполняла актриса Катрин Юбо, а в одноимённом сериале 2005 года — Анна Мальро.